# Червоний терор у Євпаторії
Червоний терор в Євпаторії - червоний терор, що проводився в Євпаторії в 1917-1921 роках у періоди становлення та панування Радянської влади. Історики окремо виділяють два спалахи червоного терору: перший - взимку 1917-1918 років у перші місяці після Жовтневого перевороту, другий - з листопада 1920 по кінець 1921 років, після закінчення Громадянської війни у Криму. При цьому Євпаторія стала єдиним містом Криму, в якому терор 1918 року відкрито проводився місцевою більшовицько-лівоесерівською верхівкою, а не лише зайдлими матросами Чорноморського флоту та безвісними міськими люмпенами.

## Терор зими 1917-1918 років

### «Варфоломіївська ніч» січня 1918 року
Євпаторія стала ареною громадянської війни ще з двадцятих чисел грудня 1917 року. Більшовизований євпаторійський гарнізон роззброювали національні частини кримських татар - "ескадронці", - вірні Раді народних представників (крайовому уряду) та офіцерська дружина під командуванням полковника А. Н. Виграна та штабс-капітана Новицького, до якої записалося до ста п'ятдесяти офіцерів, які проживали в Євпаторії. Загальна кількість місцевих більшовиків і "співчуваючих", включно з членами РСДРП(б), у розквартированих в Євпаторії військових частинах доходила до трьохсот. Сучасник згадував:
|  | Кому на той час належала влада в Євпаторії, сказати важко: одночасно засідали і ради, і ревкоми, існували якісь залишки міської думи, були помітні татари - із Сімферополя прибули й поважно походжали ескадронці в малинових чикчирах і чорних каракулевих шапках. |

26 грудня 1917 року (8 січня 1918 року) Севастопольський ревком, який претендував на владу в усьому Криму, надіслав телеграму Раді народних представників із вимогою передати всю владу в Євпаторії місцевому ревкому і раді солдатських і робітничих депутатів. Той відповів відмовою, заявивши, що влада на всій території Криму у військовому відношенні належить Штабу кримських військ, сформованому Радою народних представників. Зіткнення ставало неминучим.
Офіцерська дружина Євпаторії тим часом роззброювала розташовані у місті військові частини та сформовані загони Червоної гвардії. При цьому було розстріляно кілька заарештованих червоногвардійців. 13 (26) січня 1918 року невідомими був жорстоко вбитий (після катувань живцем закопаний у пляжний пісок) голова євпаторійської ради Давид Караєв. Як тільки про це стало відомо (його труп вранці виявив листоноша, що проїжджав повз велосипедом), одного з Євпаторійських більшовиків було відправлено до Севастополя з інформацією, що в місті почалося побиття революціонерів і з проханням надіслати збройну силу для придушення контрреволюції. Наступного дня, 14 (27) січня 1918 року, на транспортному судні "Трувор", гідрокрейсері "Румунія", буксирах "Геркулес" і "Данай" на рейд Євпаторії з Севастополя прибув загін революційних матросів і червоногвардійців числом до півтори тисячі. Місто протягом приблизно сорока хвилин обстрілювалося з гармат гідрокрейсера, потім на берег був висаджений десант приблизно тисячу бійців. Ескадронці та офіцери залишили Євпаторію з початком бойових дій. Місто перейшло під контроль севастопольського загону та місцевих більшовиків.
У місті почалися арешти «контрреволюціонерів» — офіцерів, представників заможних класів, дворян, усіх, на кого вказували місцеві люмпени, часто з єдиною метою звести рахунки за минулі особисті образи. У пошуках зброї матроси вдиралися в будинки і виносили звідти все цінне. Тих, хто чинив опір, вбивали на місці. Заарештованих відводили на причал у будівлю Російського товариства пароплавства та торгівлі, звідки після короткого опитування звозили на транспорт «Трувор». Незважаючи на протести частини севастопольського керівництва (Юрія Гавена, Н. Пожарова), на вимогу Жана Міллера, а також євпаторійських революційних активістів Миколи Демишева, Кебаб'янця (в інших джерелах Х. Г. Кебабчианця), членів сім'ї Немичів, терор у Євпаторії набув крайніх і зовсім диких форм.
Першими загинули всі захоплені члени офіцерської дружини, числом 46 осіб. Вони зі зв'язаними руками були вишикувані вздовж борту транспорту «Трувор», і один із матросів, проходячи повз лад офіцерів, ногою скидав їх у зимове Чорне море. Ця розправа була видна з берега, на якому зібралися сім'ї страчених, які спостерігали цю сцену - «все плакало, кричало, молилося, але матроси тільки сміялися».
Була сформована "судова комісія", до якої увійшли члени сім'ї Немич (сестри Антоніна, Варвара, Юлія, чоловік Юлії та співмешканець Антоніни). Комісія засідала на борту транспорту "Трувор", розглядаючи справи заарештованих і вирішуючи їхні долі. На "Трувор" з усієї Євпаторії звозили заарештованих. Командир "Румунії", матрос Федосєєнко, який головував на засіданнях комісії, любив повторювати: Усіх із чину підпоручика до полковника - знищать.. Загалом за три дні 15-17 січня 1918 року (старого стилю) було заарештовано близько восьмисот осіб, з них страчено і втоплено до трьохсот. Страти з жахливою жорстокістю проводили на борту транспорту "Трувор" і гідрокрейсера "Румунія". Ось як зі слів очевидця страти на "Труворі" описав історик С. П. Мельгунов:
|  | перед стратою, за розпорядженням судової комісії, до відкритого люка підходили матроси і на прізвище викликали на палубу жертву. Викликаного під конвоєм проводили через всю палубу повз цілу низку озброєних червоногвардійців і вели на так зване "лобне місце" (місце страти). Тут жертву оточували з усіх боків озброєні матроси, знімали з жертви верхній одяг, зв'язували мотузками руки і ноги і в одній спідній білизні укладали на палубу, а потім відрізали вуха, ніс, губи, статевий член, а іноді й руки, і в такому вигляді жертву кидали у воду. Після цього палубу змивали водою і таким чином видаляли сліди крові. Страти тривали цілу ніч, і на кожну страту йшло 15-20 хвилин. Під час страти з палуби в трюм долинали несамовиті крики, і для того, щоб їх заглушити, транспорт "Трувор" пускав у хід машини і ніби йшов від берегів Євпаторії в море. |

За показами свідків, що вижили, даних слідству, проведеному Кримським урядом Сулеймана Сулькевича влітку 1918 року, особливо витонченим садизмом відрізнявся так і не встановлений і не знайдений «севастопольський рибалка Павка», який кинджалом відрізав у жертв перелічені вище частини тіла.
Одночасно з арештами та масовими розправами у місті проходив банальний пограбування заможного населення, прикритий гаслами «для потреб революції», «націоналізації», «військової необхідності». Збереглися документи, що свідчать про те, що і в безсудних розправах над «буржуазією», і в зазіханнях на майно заможних городян, брали активну участь ті самі особи. Зокрема, матрос Федосєєв фігурує у скарзі від 23 січня 1918 року на адресу Євпаторійського ВРК від І. Табачника, працівника магазину взуттєвого Я. Агінського, який просив ВРК компенсувати вартість «…всіх чоловічих черевиків… 7 пар. Вони були забрані ..., наказавши надати рахунок Революц. Комітет; на прохання про видачу мені розписки мені відповіли, що не потрібно, оскільки в комітеті буде про все повідомлено товаришем Федосєєнко». Така заява через два дні (25 січня 1918 року) надійшла у ВРК від власника модно-галантерейного магазину З. Камцона, який просив ВРК компенсувати йому вартість реквізованого у нього товару (рукавичок, шкарпеток та кашкетів) на суму 713 рублів 50 копійок.
Після того як Євпаторію покинули севастопольці, естафету терору продовжили місцеві активісти. Місцем розстрілів стало міське звалище або просто нічні вулиці просто біля будинків, де мешкали жертви. У ніч на 24 січня (6 лютого) 1918 року з євпаторійської в'язниці було вивезено на автомобілях та розстріляно дев'ятьох арештантів, серед яких були граф Микола Клейнміхель, гімназист Євген Капшевич, офіцери Борис та Олексій Самко, Олександр Бржозовський.
Ці події так вразили сучасників своєю незрозумілою жорстокістю, що навіть у ХХІ столітті відлуння їх спостерігаються в російському тюремному фольклорі — дослідник цього жанру Катерина Єфімова переписала слова вірша з альбому одного з вихованців Можайської виховно-трудової колонії, в якому були такі рядки:
Судно Столипін, транспорт-трувор

Кримський січень і розстріли

Ділить особисто суддя вирок

Злодіїв на вбитих, а блядів на білих

...

Страшно і холодно цього року

Стоїмо на - труворі -

Немов у крові, у поминальній зорі

Чорне море

### Спалах терору у лютому 1918 року
До кінця січня 1918 року фінансове життя на півострові занепало. Кримська скарбниця була порожня. Робітникам, морякам флоту та службовцям не було чим платити заробітну плату, нема на що закуповувати продовольство та інше. Більшовицькі ревкоми, яким де-факто належала влада, вирішили застосувати «контрибуції» — певні та величезні суми, які у дуже обмежений термін мали вносити на користь порад названі ними особи, окремі соціальні групи («буржуї»), цілі адміністративні одиниці. Євпаторійську буржуазію було обкладено п'ятьма мільйонами рублів. Внести таку величезну суму було неможливо. Тоді почали брати заручників, як гарантів виконання контрибуції, з-поміж родичів тих, хто мав її вносити. Невиконання контрибуцій послужило одним із приводів до безсудних розправ, що сталися по всьому Криму в останній декаді лютого 1918 року.
Безпосереднім поштовхом до нового витку терору став декрет Ради народних комісарів «Соціалістична вітчизна у небезпеці!», Від 21 лютого 1918 року у зв'язку з початком німецького наступу на зруйнованому демобілізацією Російської армії Східному фронті. Декрет повертав страту, скасовану II з'їздом Рад. Причому правом безсудного розстрілу наділялися червоногвардійці. Ось характерні витримки: «6) У ці батальйони мають бути включені всі працездатні члени буржуазного класу, чоловіки та жінки, під наглядом червоногвардійців; 8) Ворожі агенти, контрреволюційні агітатори, німецькі шпигуни розстрілюються дома злочину». На додаток до загального декрету, широко розтиражованого радянською печаткою Криму, Чорноморському Центрофлоту прийшла окрема телеграма від члена колегії народного комісаріату з морських справ Федора Раскольникова, яка наказувала «шукати змовників серед морських офіцерів і негайно задавити». Декрет та телеграма впали на підготовлений ґрунт.
У ніч проти 1 березня 1918 року у Євпаторії зникло 30—40 місцевих багатіїв і семеро чи вісім офіцерів. Як виявилося згодом вони були таємно вивезені за місто і розстріляні на березі моря за вказівкою більшовицько-лівоесерівської євпаторійської влади. Але офіційно у викраденні людей було звинувачено анархістів. Тіла вбитих було знайдено у спільній могилі вже після ліквідації в Криму радянської влади. Серед тіл були тіла зі слідами тортур (у поміщика та благодійника Е. Брауна), з обрубаними кінцівками (у поміщика та громадського діяча А. Сарача, нотаріуса І. Коптєва) та головами (у поміщика А. Капарі). Було встановлено, що перед розстрілом жертв роздягали до нижньої білизни, вишиковували в ряд біля викопаної могили і вбивали розривними кулями, добиваючи багнетами. Були й поховані живцем.
Подібні страти, але в менших масштабах, проводилися і в інші березневі ночі. У січні - березні 1918 року в Євпаторії, яка за Кримськими мірками вважалася невеликим містом, було репресовано близько тисячі жителів.

### Розслідування злочинів та покарання винних
Події, що відбулися в Євпаторії, стали широко відомі далеко за межами Криму: про них з обуренням писала небільшовицька преса Півдня Росії, негативну оцінку їм дав письменник Максим Горький. Уряд Сулькевича почав розслідування про масові вбивства взимку 1918 року в Євпаторії після того, як 25 червня 1918 року море почало викидати на берег трупи загиблих (судово-медичний огляд трупів зафіксував сліди задушення, відрубані кінцівки, голови, рови. Свідків убивств, облав та пограбувань виявилося достатньо. Загалом у обвинувачених проходило 88 осіб, але більшість із них не було знайдено на території Криму. Вдалося затримати низку представників радянської влади в Євпаторії - Семена, Антоніну, Юлію, Варвару Немичів, Х. Кебабціанц та Н. Демишева, який організував березневі вбивства. Під час слідства їх утримували на початку в євпаторійській, а потім у сімферопольській в'язниці у відносно хороших умовах — були дозволені побачення з родичами, продуктові передачі, власна постільна білизна. У зв'язку із загрозою наступу на Крим Червоної армії у березні 1919 року було вирішено перемістити ув'язнених із Сімферополя до Керчі. Дев'ятнадцять ув'язнених, у тому числі заарештованих у справі про євпаторійські страти, 14 березня 1919 року завантажили в арештантський вагон і поїздом відправили до Керчі. У ніч на 18 березня 1919 року вагон з арештантами на станції Ойсул було відчеплено від основного поїзда, відігнано на запасні колії та розстріляно з кулеметів. Усі, хто перебував у вагоні, загинули. Офіційним виправданням стало те, що ув'язнених «убили при спробі роззброїти конвой». Безсудне вбивство було засуджено демократичною громадськістю Криму. І до цього дня існують в Євпаторії вулиці, названі на честь Н. Демишева та Немичових, які були названі так у роки Радянської влади.

### Пам'ять
Пам'ятний хрест жертвам червоного терору зими 1918 року встановлено на території храму святого Іллі. На п'єдесталі хреста встановлено меморіальну табличку з написом: «Поставлено цей Чесний Хрест в ім'я Святі Трійці на згадку про 40 розстріляних і 800 страчених більшовиками на кораблях «Трувор» і «Румунія» в Євпаторії в лютому за лютим 1918 року і всіх віру та Вітчизну постраждалих. Благословенням митрополита Сімферопольського та Кримського Лазаря, старанністю настоятеля храму протоієрея Георгія Куніцина у листопаді 2009 р. Святі подвижники благочестя, моліть Бога за нас!»

## Терор кінця 1920-1921 років
Події в Євпаторії цього часу, на відміну від того, що відбувалося в інших кримських містах, не висвітлено у спогадах сучасників. Єдиним джерелом, що проливає світло на трагедію, є матеріали виявлених в архівах репресованих слідчих справ.
Під час евакуації Російської армії з Євпаторії на чужину вирушили близько 8000 військовослужбовців та цивільних біженців. 13 листопада 1920 року влада у місті перейшла до Військово-революційного комітету. «Для охорони внутрішнього порядку» з місцевих робітників та відпущених полонених червоноармійців було організовано озброєні загони. Наступного дня в Євпаторії з'явилися перші роз'їзди червоних, а 15 листопада 1920 року Євпаторія була взята частинами 1-ї кінної армії, Латиської та 30-ї стрілецької дивізій 6-ї армії Південного фронту. Червона армія не зустріла жодного опору, хоча в місті залишалося ще безліч частин і окремих військовослужбовців Російської армії, які не змогли або не побажали евакуюватися, оскільки вважали за краще скласти зброю і здатися, повіривши обіцянкам амністії, що поширюється червоним командуванням.
17 листопада 1920 року у всіх містах «звільненого» Криму було вивішено наказ № 4 Кримревкому про обов'язкову реєстрацію у триденний термін іноземців, осіб, які прибули до Криму в періоди відсутності там радянської влади, офіцерів, чиновників та солдатів армії Врангеля. За невеликим винятком, всі категорії осіб, зазначених у наказі, підкорилися йому, заповнили анкети і були заарештовані. На тих же, хто не з'явився на реєстрацію, у місті було влаштовано методичні облави та обшуки будинків, перші з яких були зроблені 24 та 25 листопада 1920 року, причому було заарештовано до сотні людей. Підозрюваних осіб поміщали до міської в'язниці. Масові розстріли заарештованих розпочалися вже за кілька днів. Репресії в Євпаторії проводили Особливий відділ 46-ї стрілецької дивізії, Євпаторійська ЧК, місцевий ревком, надзвичайні «трійки» особливих відділів ВЧК при Реввійськрадах 6-ї та 2-ї Кінних армій, Особливий відділ «Узбережжя Чорного та Азовського морів».
Розстріли проводилися наступним порядком: приреченим наказували роздягнутися, вишиковували в шеренгу перед спільною могилою, давали по них залп з гвинтівок, і нашвидкуруч закидали яму з тілами жменями мерзлої землі. Іноді розстрілювані виявлялися лише пораненими, і їм вдавалося вибратися могили. Подальша доля цих тих, хто вижив, могла скластися по-різному, але в основному на них все одно чекала смерть. Дослідник Д. Соколов наводить такий приклад як характерний із подібних. Підполковник Російської імператорської армії Василь Бикодоров був мобілізований в 1919 році у ЗСПР, разом із залишками ЗСПР евакуювався до Криму, влаштувався в Євпаторії. У Російській армії Врангеля вже не служив, за кордон також не виїхав. Під час реєстрації зареєструвався під вигаданим прізвищем Бікабаров і вказав, що служив у ЗСПР. Як Бікабаров був 15 грудня 1920 був заарештований Особливим відділом 30-ї стрілецької дивізії. Через 12 годин після арешту був засуджений до розстрілу, вирок виконано негайно. Шеренгу, де стояв Бикодорів, розстрілювали останньою. Бикодорів згодом розповів: «Коли пролунав залп, я впав. Нас закидали зверху землею. Вранці я відчув, що не поранений, виліз із землі». У Бикодорова були інші документи з ім'ям Василя Кошеля, селянина Тираспольського повіту Бессарабії. Він скористався цими документами і за допомогою своїх знайомих, які його знали як Кошеля, 20 січня 1921 року зміг отримати в міліції тимчасове посвідчення на ім'я Кошеля, замість зношеного. З цим документом він знову з'явився на реєстрацію 2 лютого 1921 року. Але 9 березня 1921 року його знову заарештували вже як Кошеля. Вже знаючи, що означає арешт, колишній підполковник спробував втекти, але був поранений у ногу. Відповідаючи на запитання слідчого про причину спроби втечі, заарештований говорив: «Не пам'ятаю, після тієї ночі, коли мене розстрілювали, зі мною почалися напади, і, мабуть, злякався при згадці про ту ніч, вирішив тікати». Після недовгого слідства «трійка» Особливого відділу Чорного та Азовського морів під головуванням Чорнобрового 9 квітня 1921 року ухвалила: «Бикодорова Василя Васильовича за службу в білій армії, проживання за підробленим документом і як колишнього підполковника, засудженого до розстрілу вже раніше, як ворога трудового народу розстріляти». Вирок був виконаний цього ж дня.
Крім розстрілів, застосовувалися й інші види репресій – висилка з Криму та ув'язнення до концентраційного табору. Особливо активно ці заходи почали застосовувати після того, як основна маса ворогів була вже знищена — з весни 1921 року. У травні 1921 року була оголошена амністія, в результаті якої багато хто був ув'язнений відпущені на волю.

### Кати
Наприкінці 1920 року розстрільні вироки виносила надзвичайна трійка особливого відділу ВЧК при Реввійськраді 6-ї армії у складі голови Микола Бистрих та членів Степпе та С. Брянцева.

### Жертви
Місцеві жителі:
- Подружжя Олександр і Ганна Гасс - він "за службу трубачем" у полку Білої армії, вона - "за сприяння чоловікові в боротьбі з радянською владою";
- Прокопій Макаренко (1866-1920) - полковник у відставці. У Громадянській війні участі не брав;
- Антоніна Піотровська (1902-1920) - вчителька, розстріляна «за сприяння та співчуття Білій армії»;
- Клавдія Подільська (1900-1920) - вчителька, розстріляна «за сприяння та співчуття Білої армії»;
- Петро Сапунов (1851-1920) - полковник у відставці. У Громадянській війні участі не брав.

Медперсонал:
- Марія Курбатська (1904—2.12.1920), санітарка відділення тяжких поранених шпиталю 91-го полку 2-ї кінної армії, уродженка села Високощепинці, Чернігівської губернії, проживала у шпиталі Червоного Хреста в Євпаторії. 25 листопада 1920 року заарештовано за звинуваченням «у видачі комуністів» білим у 1919 році. Звинувачення заперечувала, але все одно було засуджено до розстрілу. У її архівній справі зберігся рідкісний документ — рапорт виконавця про виконання вироку: «Репорт. Ночальнику політштабу 002 - Конармії. Доповідаю відповідно до вашої особистої вказівки про розстріл М. Курбатської, що мною Курбатську розстріляно о 23 год. 50 хв. 2. XII-20. Червоноармієць Рубежов»[16];

Священнослужителі:
- Петро Кудринський (?-9.4.1921), уродженець Подільської губернії, священник при лазареті, заарештований «за антирадянську агітацію»;
- Володимир Сластівніков (1846-5.1.1921) - "за публічне засудження репресій" в Євпаторії.

Представники радянської влади:
- Павло Коверков (?-7.1.1921), заступник начальника євпаторійської міліції, був заарештований і розстріляний за те, що за Врангеля працював секретним співробітником розшукового відділення Євпаторії.

Розстрілювали не лише «класових ворогів», а й «своїх» — робітники євпаторійських підприємств та рядових військовослужбовців Російської армії, які були мобілізовані, «простих солдатів, які служили через шматок хліба і не розбиралися в політиці», які не збиралися нікуди евакуюватися, оскільки були впевнені, що їм не загрожує помста радянської влади.

## У культурі
Про трагічні події 1917-1920 років в Євпаторії в алегоричній формі оповідається в романі "Ми, живі" американської письменниці російського походження Айн Ренд, яка жила в Євпаторії в 1919-1921 роках і була свідком тих страшних подій.